# Michel Loève

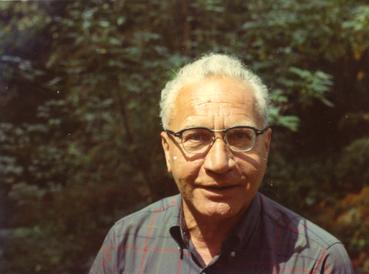
Michel Loève

Michel Loève (Jaffa, 22 januari 1907 – Berkeley, 17 februari 1979) was een Amerikaanse wiskundige op het gebied van de kansrekening.

## Levensloop
Michel Loève werd geboren in Jaffa in Palestina, in de tijd van de Ottomaanse overheersing, in een Joods gezin. Hij bracht een groot gedeelte van z'n jeugd door in Egypte, en ging daar naar Franstalige scholen. Hij studeerde wiskunde in Parijs, aan de Université de Paris bij Paul Lévy, bij wij hij in 1941 promoveerde aan de École Polytechnique.
Gedurende de Duitse bezetting van Frankrijk werd hij, vanwege zijn Joodse afkomst, gearresteerd en een korte tijd naar het interneringskamp Drancy gestuurd. Een van zijn boeken (Loève (1955),[2]) heeft als opdracht To Line and To the students and teachers of the School in the Camp de Drancy.
Na de bevrijding was hij van 1944 tot 1946 onderzoeker aan het Institut Henri Poincaré in Parijs, en van 1946 tot 1948 lector aan de Universiteit van Londen. In 1948 was hij gasthoogleraar aan de Columbia-universiteit, waarna Jerzy Neyman, als vertegenwoordiger van de toen al beroemde Franse school van de kansrekening, hem als hoogleraar wiskunde naar de University of California, Berkeley haalde. Daar werd hij in 1955 ook nog benoemd tot hoogleraar statistiek.
Vanaf 1967 was Loève in Berkeley Professor of Arts and Sciences, hetgeen zijn algemene culturele interesse weerspiegelt. In 1974 ging hij met emeritaat en kreeg de hoogste onderscheiding van de universiteit van Californië.
Sinds 1953 was Loève Amerikaans staatsburger.

## Werk
Michel Loève is bekend door de stelling van Karhunen-Loève (mede genoemd naar de Finse wiskundige Kari Karhunen, die over dit onderwerp in 1947 publiceerde), waarmee stochastische processen uitgedrukt kunnen worden in orthogonale functies, vergelijkbaar met Fourieranalyse. Vooral ook is hij bekend door zijn leerboek Probability Theory, dat voor het eerst in 1955 verscheen en waarin de kansrekening op maattheoretische grondslagen behandeld wordt.

## Loève-prijs
Ter nagedachtenis van haar man stelde Loèves weduwe, de kort na hem gestorven psychologe Line Loève, in 1992 de Loève-prijs in, die als een van de hoogste prijzen uitgereikt wordt aan kanstheoretici.